# Jewgeni Nikolajewitsch Trubezkoi

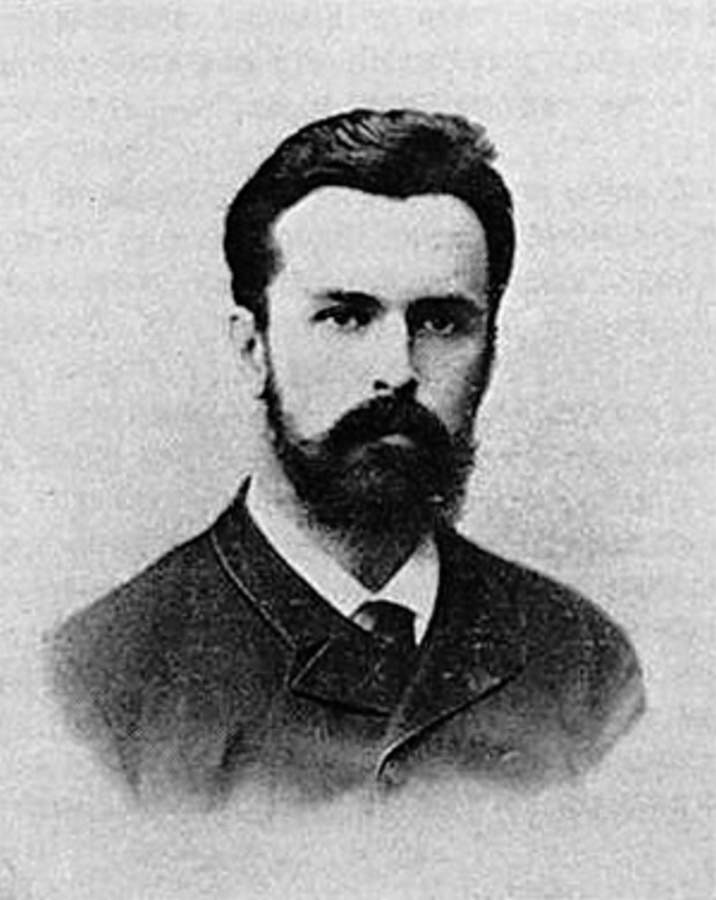
Jewgeni Nikolajewitsch Trubezkoi

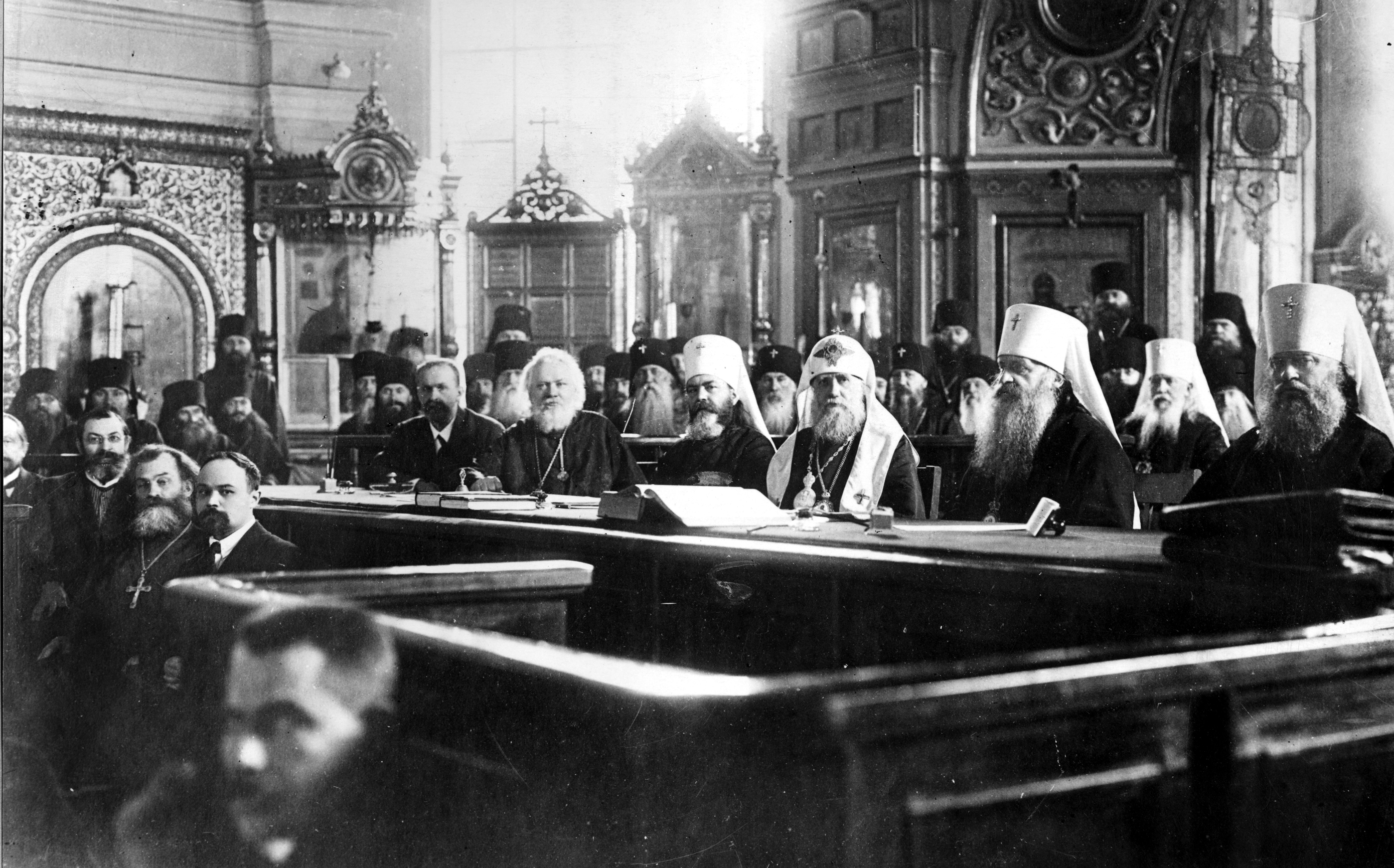
Zusammen mit den höchsten Autoritäten der Russisch-Orthodoxen Kirche im Jahr 1917 nach der Wahl von Tichon (Patriarch von Moskau) zum Patriarchen (Jewgeni Trubezkoi sechster von rechts)

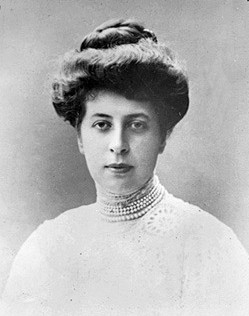
Margarita Morosowa (1907)

Fürst Jewgeni Nikolajewitsch Trubezkoi (russisch Евгений Николаевич Трубецкой, wiss. Transliteration Evgenij Nikolaevič Trubeckoj; * 23. Septemberjul. / 5. Oktober 1863greg. auf dem Gut Achtyrka bei Moskau; † 10. Januarjul. / 23. Januar 1920greg. bei Noworossijsk) war ein russischer Philosoph und Publizist.

## Leben
Jewgeni Nikolajewitsch Trubezkoi aus der Fürstenfamilie Trubezkoi war Sohn Nikolai Petrowitsch Trubezkois (1828–1900) sowie Bruder Sergei Nikolajewitsch Trubezkois (1862–1905) und Grigori Nikolajewitsch Trubezkois.
Trubezkoi veröffentlichte 1906 die von seinem Bruder Sergei Trubezkoi († 1905) herausgegebene Zeitschrift Moskowskaja nedelja (russisch Московская неделя, wiss. Transliteration Moskovskaja nedelja), die bereits in der Druckerei beschlagnahmt wurde.
1906 wurde er von der Moskauer Universität zum Professor für Rechtsgeschichte ernannt.
Mit der Mäzenin und Philanthropin Margarita Morosowa (1873–1958) verband ihn eine platonische Liebe.
Trubezkoi begrüßte den Ausbruch des Krieges 1914. Während er selbst seine Kriegsschriften als „Schriften gegen den Nationalismus“ bezeichnete, erklärte die Schriftstellerin Sinaida Hippius (1869–1945) Jewgeni Nikolajewitsch Trubezkoi in ihrem Tagebuch zum Apologeten des ‚orthodoxen Patriotismus‘.
Im russischen Bürgerkrieg schloss er sich Anton Denikins antibolschewistischer Armee an. Er starb an Typhus.

## Publikationen
- О рабстве в древней Греции [Die Sklaverei im antiken Griechenland]. Jaroslawl 1886.
- Религиозно-общественный идеал западного христианства в V в. Миросозерцание блаженного Августина [Religiös-soziale Ideale des westlichen Christentums im 5. Jahrhundert. Die Philosophie von St. Augustinus]. Moskau 1892 (Magisterarbeit).
- История философии права (древней, новой, новейшей): Лекции [Geschichte der Rechtsphilosophie (antike, neue, zeitgenössische): Vorlesungen.] Kiew 1893–1899.
- Религиозно-общественный идеал западного христианства в XI в. Идея Божеского царства у Григория VII и публицистов – его современников. [Religiös-soziale Ideale des westlichen Christentums im 11. Jahrhundert. Die Idee des Gottesreiches bei Gregor VII. und den Denkern seiner Zeit.] Kiew 1897 (Doktorarbeit)
- Философия Ницше: Критический очерк. [Nietzsches Philosophie: kritisches Essay]. Moskau 1904.
- История философии права (древней) [Geschichte der Philosophie des Rechts (Altertum)]. 1. Auflage. Kiew 1899
- Энциклопедия права [Rechtsenzyklopädie], Hrsg. Levensohn, Moskau 1908.
- Социальная утопия Платона [Die Sozialutopie Platos]. Moskau 1908.
- Миросозерцание В. С. Соловьева [Die Weltanschauungs von Wladimir Solowjow]. 1913.
- Смысл войны [Der Sinn des Krieges]. Mamontow, Moskau 1914.
- Смысл жизни [Der Sinn des Lebens]. Mamontow, Moskau 1914; weitere Auflagen
- Война и мировая задача России [Der Krieg und Rußlands Weltmission]. Sytine, Moskau 1915.
- Национальный вопрос, Константинополь и святая София: Публичная лекция [Die nationale Frage, Konstantinopel und Sainte-Sophie]. Moskau 1915.
- Два мира в древнерусской иконописи [Die zwei Welten der Ikonen des Alten Rußlands]. 1916.
- Умозрение в красках. Вопрос о смысле жизни в древнерусской религиозной живописи [Spekulation in Farben. Die Frage nach dem Sinn des Lebens in der alten russischen religiösen Malerei]. Moskau 1916.
- Анархия и контрреволюция [Anarchie und Gegenrevolution]. Moskau 1917.
- Революция и национальный подъем [Revolution und nationale Erhebung]. Moskau 1917.
- Метафизические предположения познания. Опыт преодоления Канта и кантианства [Metaphysische Annahmen des Wissens. Die Erfahrung der Überwindung von Kant und des Kantianismus]. «Русская печатня», Moskau 1917.
- Из прошлого [Aus der Vergangenheit]. Moskau 1917.
- Великая революция и кризис патриотизма [Die große Revolution und die Krise des Patriotismus]. Omsk 1919.
- Этюды по русской иконописи [Untersuchungen zu russischer Ikonenmalerei]. Moskau 1921.
- Иное царство и его искатели в русской народной сказке [Ein anderes Königreich und seine Suchenden in der russischen Volkssage]. Moskau 1922.
- Воспоминания [Erinnerungen]. Sofia 1922.
- verschiedene Artikel in Das Recht und in der Zeitschrift Probleme der Philosophie und Psychologie (russisch)